# Ремінгтон (Вісконсин)
Ремінгтон (англ. Remington) — місто (англ. town) в США, в окрузі Вуд штату Вісконсин. Населення — 230 осіб (2020).

## Демографія
Згідно з переписом 2010 року, у місті мешкало 268 осіб у 118 домогосподарствах у складі 75 родин. Було 186 помешкань
Расовий склад населення:
| - 92,2 % — білих - 4,1 % — азіатів - 0,7 % — корінних американців - 0,7 % — чорних або афроамериканців |

До двох чи більше рас належало 2,2 %. Частка іспаномовних становила 0,4 % від усіх жителів.
За віковим діапазоном населення розподілялося таким чином: 21,3 % — особи молодші 18 років, 56,7 % — особи у віці 18—64 років, 22,0 % — особи у віці 65 років та старші. Медіана віку мешканця становила 47,9 року. На 100 осіб жіночої статі у місті припадало 117,9 чоловіків;  на 100 жінок у віці від 18 років та старших — 108,9 чоловіків також старших 18 років.
Середній дохід на одне домашнє господарство  становив 51 134 долари США (медіана — 45 000), а середній дохід на одну сім'ю — 62 885 доларів (медіана — 60 938). Медіана доходів становила 41 875 доларів для чоловіків та 35 000 доларів для жінок. За межею бідності перебувало 9,6 % осіб, у тому числі 20,0 % дітей у віці до 18 років та 5,1 % осіб у віці 65 років та старших.
Цивільне працевлаштоване населення становило 82 особи. Основні галузі зайнятості: виробництво — 32,9 %, сільське господарство, лісництво, риболовля — 14,6 %, освіта, охорона здоров'я та соціальна допомога — 13,4 %.